# Listă de universități cu model educațional de arte liberale
Universitățile de arte liberale sunt ȋn general universități care accentuează ȋn primul rând studiul artelor liberale. Encyclopedia Britannică Concise oferă următoarea definiție a artelor liberale: „programă universitară care se concentrează pe cultura generală și ajută studentul să gândească rațional și critic, dezvoltându-i capacitățile intelectuale, spre deosebire de programele profesionale, vocaționale si tehnice, care pun mai degraba accentul pe specializare.”  Deși artele liberale au apărut ȋn Europa, termenul este asociat ȋn general cu Statele Unite ale Americii.Universitățile de arte liberale se găsesc ȋn ȋntreaga lume. Vezi lista (link) membrilor internaționali ai Association of American Colleges and Universities pentru celelalte instituții care oferă programe educaționale de arte liberale.
Cuprins: Început - 0–9 A B C D E F G H I J K L M N O P Q R S T U V W X Y Z

## A

### Australia
- Campion College ȋn Sydney

## B

### Bulgaria
- American University in Bulgaria ȋn Blagoevgrad

### Belgia
- Vesalius College ȋn Bruxelles

### Bangladesh
- University of Liberal Arts Bangladesh ȋn Dhaka

## C

### Canada
- Acadia University ȋn Wolfville, Nova Scotia, Canada
- Bishop's University ȋn Lennoxville, Québec
- Cape Breton University ȋn Sydney, Nova Scotia
- Glendon College ȋn Toronto, Ontario
- Mount Allison University ȋn Sackville, New Brunswick
- Our Lady Seat of Wisdom Academy
- Quest University Canada ȋn Squamish, British Columbia
- St. Francis Xavier University ȋn Antigonish, Nova Scotia
- St. Thomas University ȋn Fredericton, New Brunswick
- St. Thomas More College ȋn Saskatoon, Saskatchewan
- Université Sainte-Anne ȋn Church Point, Nova Scotia
- University of King's College ȋn Halifax, Nova Scotia
- University of Lethbridge ȋn Lethbridge, Alberta
- Colegiul de Arte Liberale din Concordia University, Montreal, Quebec
- The College of the Humanities dinCarleton University ȋn Ottawa, Ontario
- Providence College and Theological Seminary ȋn Otterburne, Manitoba, Canada

## E

### Egipt
- American University in Cairo

## G

### Germania
- Bard College Berlin ȋn Berlin

### Ghana
- Ashesi University

## H

### Hong Kong, China
- Lingnan University

## I

### India
- School Of Liberal Studies, Pandit Deendayal Petroleum University (PDPU), Gandhinagar, Gujarat
- FLAME, Pune

## J

### Japonia
- Akita International University ȋn Akita
- International Christian University ȋn Tokyo
- Faculty of Liberal Arts, Sophia University ȋn Tokyo
- Școala de Studii Internaționale Liberale, Waseda University ȋn Tokyo

## M

### Marea Britanie
- Richmond University
- University of Kent

## O

### Olanda
- Academia Vitae ȋn Deventer
- Roosevelt Academy ȋn Middelburg
- University College Utrecht, ȋn Utrecht
- University College Maastricht ȋn Maastricht
- Amsterdam University College ȋn Amsterdam
- Tilburg University ȋn Tilburg

## P

### Pakistan
- School of Liberal Arts, Beaconhouse National University (Official Websiite) ȋn Lahore

### Polonia
- Collegium Artes Liberales (Universitatea din Varșovia) ȋn Varșovia

## R

### Rusia
- Smolny College ȋn St. Petersburg

## S

### Slovacia
- BISLA ȋn Bratislava